# Середина 90-х
«Середина 90-х» (англ. Mid90s) — американский комедийно-драматический фильм, написанный и срежиссированный Джоной Хиллом и являющийся его режиссёрским дебютом. Главные роли исполнили Санни Салджик, Лукас Хеджес и Кэтрин Уотерстон.
Мировая премьера фильма состоялась 9 сентября 2018 года на Международном кинофестивале в Торонто, а кинокомпания A24 выпустила его в кинотеатрах 19 октября 2018 года. Картина была хорошо принята критиками, которые назвали её «многообещающим первым выходом для Хилла» и высоко оценили чувство ностальгии.

## Сюжет
Сюжет разворачивается вокруг подростка Стиви и его отношений с матерью, старшим братом и друзьями.

## Актёрский состав
- Санни Салджик — Стиви
- Лукас Хеджес — Йен, старший брат Стиви
- Кэтрин Уотерстон — Дэбни, мать Стиви
- На-кел Смит —  Рэй
- Олан Пренатт —  «Черт»
- Джо Галисия —  Рубен
- Райдер Маклафлин —  «Четвертый класс»
- Алекса Деми — Эсти

## Производство
30 марта 2016 года было объявлено, что Джона Хилл займётся режиссурой его дебютного фильма по написанному им же сценарию. В августе 2016 года, занимаясь промотированием другого фильма, Хилл сказал, что начало съёмочного процесса намечено на февраль 2017 года. Он также отметил, что при написании сценария вдохновлялся фильмами «Детки» и «Это — Англия».
В январе 2017 года было объявлено, что Мишель Уильямс находится на стадии переговоров по поводу участия в фильме. В марте 2017 года к актёрскому составу присоединился Лукас Хеджес. В июле 2017 года было объявлено, что Кэтрин Уотерстон заменила Уильямс в связи с несовпадением рабочих графиков, и что к касту присоединился Санни Салджик, который исполнит главную роль. Одновременно с этим было объявлено, что съёмки фильма официально стартовали. В августе 2017 года к актёрскому составу присоединилась Алекса Деми. В августе 2018 года Трент Резнор и Аттикус Росс были объявлены композиторами.

## Релиз
Мировая премьера фильма состоялась в рамках международного кинофестиваля в Торонто 9 сентября 2018 года. Выход фильма в США состоялся 19 октября 2018 года.

## Критика
На сайте  Rotten Tomatoes фильм имеет рейтинг 80 % на основании 198 рецензий, со средней оценкой 7,08 из 10. Критический консенсус сайта гласит: «Картина рассказывает ясную, но ностальгическую историю о подростке, которая может ознаменовать начало благоприятной новой карьеры для дебютирующего сценариста-режиссера Джоны Хилла».
На сайте Metacritic фильм набрал 67 баллов из 100, основанных на 41 обзоре, что указывает на «в целом благоприятные отзывы».
Майкл Филлипс из Chicago Tribune дал фильму 2 из 4 звезд и сказал: «Яркая по кусочкам, „Середина 90-х“ чувствует себя как познавательный альбом для фильма, а не кино. Чем больше Хилл бросает вам во имя создания резкое, немедленное впечатление, тем больше размытие впечатлений. Хилл сделает намного лучшие стоп-кадры: как актёру, ему потребовалось несколько фильмов после Superbad, чтобы обнаружить отдачу от меньшего и менее очевидного. Ему, как режиссёру, может понадобиться другой проект, чтобы выяснить это, какую бы историю он ни рассказал».

## Награды и номинации
- 2018 — попадание в десятку лучших независимых фильмов года по версии Национального совета кинокритиков США.
- 2019 — участие в программе «Панорама» Берлинского кинофестиваля.
- 2019 — номинация на премию «Независимый дух» за лучший монтаж (Ник Хоуи).
- 2019 — номинация на приз ФИПРЕССИ на Иерусалимском кинофестивале.